# Pińczów (stacja kolejowa)
Pińczów – stacja kolejowa w Pińczowie, w gminie Pińczów, w powiecie pińczowskim, w województwie świętokrzyskim, w Polsce.
Budynek stacji został wpisany do rejestru zabytków nieruchomych jako część Jędrzejowskiej Kolei Dojazdowej (nr rej.: A-1185/1-5 z 20.02.1995).